# Чэнь Юнь
Чэнь Юнь (кит. трад. 陳雲, упр. 陈云, пиньинь Chén Yún; 13 июня 1905, уезд Цинпу (ныне район Шанхая), провинция Цзянсу — 10 апреля 1995, Пекин) — китайский революционер, коммунистический партийный и государственный деятель КНР, заместитель председателя ЦК Компартии Китая (1956—1966, 1978—1987). Член Посткома Политбюро ЦК КПК (1950—1969, 1978—1987). Один из «восьми бессмертных КПК».
В 1937—1944 гг. заведующий организационным отделом ЦК КПК.
Секретарь ЦК КПК (с 1950, кандидат с 1945).
Председатель ВФП (1948-53).
Первый в должности первый заместитель премьера Госсовета КНР (1954-64). Первый глава воссозданной Центральной комиссии КПК по проверке дисциплины (1978-87). Председатель Центральной Комиссии Советников КПК (1987-92).
Член КПК с 1925 г., член ЦК КПК 6—12 созывов (1931—1987, кандидат с 1930), член Политбюро (1934—1969, 1978—1987), член Постоянного комитета Политбюро (1950—1969, 1978—1987).

## Биография
Родился в рабочей семье, рано остался без родителей (отец умер ещё до его рождения), опекался затем родственниками:229. Как отмечал О. Рахманин, Чэнь был одним из немногих руководителей КПК, кто пришел в революционное движение из рабочего класса.
«В 7 лет пошел в школу, но из-за отсутствия денег бросил учебу. Работал в лавке (у опекавших его родственников — прим. Википедии:229), пока директор школы, которому он понравился за сообразительность, не разрешил ему продолжать учебу бесплатно. В 14 лет закончил начальную школу и в 15 лет поступил на работу в шанхайское книжное издательство», — излагает Ю. М. Галенович. Как пишет он же, в последнем Чэнь «попал в мир книг»:230.
В 1925 году начинает революционную деятельность, вступает в партию. В 1926 г. вместе с Лю Шаоци выступил организатором объединённых шанхайских профсоюзов.
В 1927 г. участвовал в восстании шанхайских рабочих. В 1934—1936 гг. участвовал в походе Красной армии Китая из юго-восточных районов на северо-запад страны. В 1935—1937 гг. находился в СССР, в течение года учился в Международной ленинской школе. Согласно проф. Ю. М. Галеновичу: «В 1935 году Чэнь Юнь был направлен на учебу в СССР. Его заметки о Великом походе были изданы в СССР. Он учился в Ленинской школе и преподавал в Коммунистическом университете трудящихся Востока. Он также был представителем КПК в Коминтерне. Информация, которую Чэнь представил в Коминтерн о борьбе с левацкой линией в КПК на совещании в Цзунъи, укрепила доверие Коминтерна к Мао Цзэдуну и способствовала становлению нового руководящего ядра ЦК КПК во главе с Мао Цзэдуном».

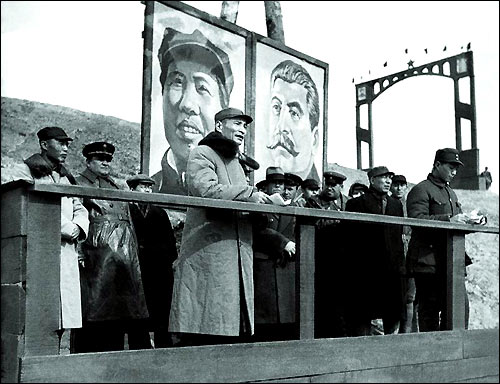

- 1937—1944 гг. — заведующий организационным отделом ЦК КПК,
- 1945—1949 гг. — заместитель секретаря Северо-Восточного бюро ЦК КПК,
- 1948—1953 гг. — председатель Всекитайской федерации профсоюзов,
- 1949—1954 гг. — заместитель премьера Государственного административного совета КНР, председатель Центральной финансово-экономической комиссии,
- 1950—1956 гг. — секретарь ЦК КПК.

В 1954—1975 гг. занимал должность заместителя премьера Государственного совета КНР, в 1959—1965 гг. председатель Государственного комитета по вопросам капитального строительства.
В 1956 г. на 1-м пленуме ЦК КПК 8-го созыва избирался членом Постоянного Комитета Политбюро ЦК КПК и заместителем председателя Центрального Комитета.
В 1966 г. на XI пленуме ЦК КПК был отстранён от поста заместителя председателя ЦК КПК. В ходе культурной революции подвергался критике и дискредитации как противник линии партии. В 1969 г. на IX съезде КПК и в 1973 г. на X съезде КПК — переизбирался членом ЦК КПК, но не входил в состав Политбюро ЦК КПК. Как неактивный член партийного руководства, он был отправлен руководить заводом в Наньчане, провинция Цзянси, где проработал в течение трех лет.
С 1975 г. заместитель председателя Постоянного комитета Всекитайского собрания народных представителей.
- И. о. председателя Постоянного комитета Всекитайского собрания народных представителей (1976—1978).

Как замечает проф. Галенович, после смерти Мао и конца «культурной революции», Чэнь Юнь «оказался старейшиной руководителей КПК, самым высокопоставленным деятелем в сложившейся иерархии партии»:228.
В ноябре 1978 г. на конференции КПК он сформулировал «шесть вопросов», направленные на критику репрессивной маоистской политики и леворадикального курса Хуа Гофэна, что способствовало изменению расклада сил в партии в пользу реформаторских сил.
В 1978 г. на 3-м пленуме ЦК КПК 11-го созыва избран членом Постоянного Комитета Политбюро ЦК КПК, заместителем председателя Центрального Комитета и первым секретарём Центральной Комиссии КПК по проверке дисциплины. В 1979—1980 г. одновременно занимал пост заместителя премьера Государственного совета КНР, в эти же годы занимал также пост председателя финансово-экономического комитета Госсовета КНР, на который был назначен нескольким ранее. Представитель второго поколения руководителей КНР.
В 1987 г. на XIII съезде КПК избран членом Центральной Комиссии советников и вслед за этим на 1-м пленарном заседании Центральной Комиссии советников — председателем ЦКС. Проф. Галенович подчеркивает, что Чэнь Юнь сыграл чрезвычайно важную роль в переходе управления в руки Цзян Цзэминя и людей его поколения. По Галеновичу, «появление Цзян Цзэминя на посту генерального секретаря ЦК КПК после событий 1989 г. явилось результатом компромисса между Чэнь Юнем и Дэн Сяопином»:235.

## Историческая роль
Являлся ведущим экономистом КНР, участвовавшим в развитии результатов «большого скачка» и «культурной революции». В последние годы жизни Мао Цзэдуна отстранен с ответственных постов. К этому времени Чэнь Юнь пришел к выводу, что чрезмерная централизация по образцу Советского Союза наносит вред развитию экономики. Он предлагал обеспечить более широкое использование рыночных механизмов, основываясь на соотношении спроса и предложения, а не простого правительственного распоряжения в определении распределения ресурсов. Чэнь Юнь утверждал, что решения, касающиеся цен и производства, должны быть переданы на уровень предприятий и исходить из их бизнес-логики. В то же время он выступал за предоставление центральным министерствам больших контрольных функций, чтобы гарантировать плановость в работе предприятий страны. Видя последствия мобилизационных мероприятий «Большого скачка», политик опубликовал статью, призывающую к увеличению советской помощи, он также утверждал, что экономический рост — это не просто вопрос скорости, требуется уделять внимания вопросам обеспечения безопасных условий труда и качества техники. По его утверждению, многое зависит от технологий и качества их применения, а не только от уровня политического сознания. За это выступление в печати Чэнь был обвинен в правом оппортунизме и больше его материалы не публиковались.
После смерти Мао стал соратником Дэн Сяопина в его планах преобразования страны.
Начиная примерно с 1982 года, между двумя политиками начались разногласия относительно характера и масштабов необходимых реформ. Чэнь Юнь, являвшийся самым влиятельным представителем консерваторов в руководстве страны, выдвинул идею «птичьей клетки», говоря о том, что именно она помогает птице не улететь, куда ей заблагорассудится, то есть призывал воспользоваться преимуществами рыночной экономики, но держать ситуацию под строгим контролем правительства. В то время как Дэн Сяопин смотрел на развитие экономики в качестве единственного критерия политики, Чэнь подчеркивал необходимость её связи с развитием «социалистической духовной цивилизации», выступая против вестернизации и снижения моральных устоев общества. Несмотря на это, в 1989 г. он ставил под вопрос необходимость военного подавления студенческих волнений на площади Тяньаньмэнь (1989).
Его имя указывается в ряду выдающихся китайских «пролетарских революционеров старшего поколения и героев, павших во имя революции»: так, на церемонии открытия XIX съезда КПК (2017) её участники «глубоким молчанием почтили память Мао Цзэдуна, Чжоу Эньлая, Лю Шаоци, Чжу Дэ, Дэн Сяопина, Чэнь Юня и других скончавшихся».
В 2019 году в Сянгане проходила выставка под названием «Родоначальник и основоположник экономического строительства нового Китая», «посвященная жизни отца-основателя КНР Чэнь Юня».